# Saint-Arnoult, Seine-Maritime
Saint-Arnoult là một xã thuộc tỉnh Seine-Maritime trong vùng Normandie miền bắc nước Pháp.

### Huy hiệu
| Arms of Saint-Arnoult | The arms of Saint-Arnoult are blazoned: Azure, in pale 3 sticks fesswise argent. |

## Dân số
| 1962                                            | 1968 | 1975 | 1982 | 1990 | 1999 | 2006 |
| ----------------------------------------------- | ---- | ---- | ---- | ---- | ---- | ---- |
| 426                                             | 477  | 530  | 1165 | 1380 | 1356 | 1338 |
| Starting in 1962: Population without duplicates |      |      |      |      |      |      |